# San Miguel de Aguayo
San Miguel de Aguayo est une ville espagnole située dans la communauté autonome de Cantabrie.